# Кокбулак (Тюлькубасский район)
Кокбулак (каз. Көкбұлақ, до 2010 г. - Калинино 1) — село в Тюлькубасском районе Туркестанской области Казахстана. Входит в состав Балыктинского сельского округа. Код КАТО — 516039300.

## Население
В 1999 году население села составляло 645 человек (338 мужчин и 307 женщин). По данным переписи 2009 года, в селе проживали 674 человека (357 мужчин и 317 женщин).